# Château des Courans
Le château des Courans est un château français situé à Longuefuye, dans le département de la Mayenne et la région des Pays de la Loire, à 1 500 mètres à l'est du bourg.

## Désignation
- Les Courans, 1510 (Archives nationales, X/1a. 4 851, f. 459).
- Le fief des Courans, 1632 (Archives nationales, P. 773/94).
- Les Courances (Hubert Jaillot).

## Histoire
Le fief était sans grande importance à l'origine et vassal de Longuefuye, mais le seigneur des Courants acquit lui-même vers 1518 la seigneurie paroissiale. 
« Monsieur Jacques », Jacques Bruneau de La Mérousière, y fixa sa résidence en 1794 quand il vint pour organiser la Chouannerie dans la région, s'appuyant sur la division de Fromentières et sur le dévouement éprouvé des familles du Bois-Jourdan, de Charnacé, Jarret de la Mairie.
Dans les premiers jours de prairial an II, un détachement de gardes nationaux d'Azé, y vient perquisitionner, et emmène sans doute un domestique, Pierre Leray, et la cuisinière Marie Rayon, qui sont emprisonnés à Château-Gontier, le 14 prairial. On signale au 1er messidor an II la présence « d'une troupe de brigands » aux Courants.

## Description
Le château, bâti au XVIIIe siècle, forme un corps de logis dont les pavillons et l'avant-corps central sont plutôt dessinés que saillants, coupés horizontalement par les bandeaux qui divisent les sous-sols très importants et les étages supérieurs. 
Le fronton triangulaire encadre un double écusson : celui des Girard de Charnacé, écartelé d'azur à 3 chevrons d'or et d'azur à 3 croix pattées d'or, posées 2 et 1 ; et celui du Bois-Jourdan ; alliance qui fixe à la fin du XVIIIe siècle. sinon la construction du château, au moins la sculpture de ces ornements.